# Antonio Susini
Antonio Susini (La Maddalena, 11 aprile 1819 – Genova, 21 novembre 1900) è stato un generale italiano naturalizzato argentino.

## Biografia
Nacque a La Maddalena l'11 aprile 1819, da Antonio Susini da Francesco e Anna Maria Millelire, nipote di Domenico Millelire, prima medaglia d'oro al valor militare delle Forze Armate italiane.
Partito alla volta del Sudamerican, nel 1840 sbarcò a Montevideo. In quegli anni la capitale uruguaiana, ultima roccaforte dei colorados di Fructuoso Rivera era cinta d'assedio dai blancos di Manuel Oribe nell'guerra civile. Susini si arruolò così in una legione argentina che combatteva al fianco dei colorados. Nel 1843 dietro specifica richiesta di Garibaldi entrò nelle file della Legione Italiana con il grado di tenente. Partecipò come comandante di goletta alla spedizione di Garibaldi sul fiume Uruguay. Dopo aver espugnato Colonia del Sacramento e conquistato l'isola di Martín García, Susini partecipò alla presa della cittadina di Salto agli ordini di Francesco Anzani. Dopo aver combattuto nella battaglia di San Antonio, rimase nella zona di Salto impegnando i blancos in una serie di attacchi fino a quando nel 1847 non gli fu ordinato di rientrare a Montevideo.
Nel 1848, quando Garibaldi tornò in Italia, divenne il comandante responsabile della Legione Italiana, incarico che ricoprì sino al 1851, anno in cui la guerra civile uruguaiana fu definitivamente vinta dai colorados.
Nel 1856 su richiesta dello stato di Buenos Aires fu chiamato a dirigere il Comando della Legione Agricola in sostituzione di Silvino Olivieri e a fondare la colonia di Nueva Roma, nei pressi dell'odierna città di Bahía Blanca. Dopo aver condotto alcune incursioni contri i nativi, nei primi mesi del 1858 Susini fu agli ordini del generale Wenceslao Paunero, il quale aveva lanciato una campagna di annientamento contro gli indigeni del cacicco Juan Calfucurá. Dopo aver sconfitto i nativi nella battaglia di Pigüé, fu promosso a luogotenente colonnello. L'anno seguente, con l'inizio della guerra civile tra Buenos Aires e la Confederazione Argentina Susini fu incaricato di perlustrare con una flottiglia i fiumi Paraná e Uruguay. Dopo la rovinosa sconfitta di Cepeda egli contribuì all'evacuazione delle truppe porteñe che avevano cercato riparo presso la cittadina di San Nicolás de los Arroyos. Con il suo secondo, Giovanni Battista Chiarlone, e i capitani Sagani, Zonza e Valerga con quaranta soldati, tutti veterani della Legione, attuò una profonda riorganizzazione delle forze armate bonaerensi.
Nell'aprile 1859 fu nominato colonnello capo di stato maggiore, poi generale dell'esercito del sud, fino a che venne chiamato dal governo a Buenos Aires al quale venne conferito il grado di Ammiraglio Comandante in capo della Flotta Argentina. Nel 1861, Garibaldi lo chiamò in Italia per organizzare una missione sul lago di Garda, tra Salò e la fortezza di Peschiera.
Nel 1862 tornò nuovamente a Buenos Aires su richiesta del governo argentino. Nel 1865, all'inizio della guerra contro il Paraguay organizzò e comandò il IIº Battaglione della Legione dei Volontari.
Prese parte agli scontri di Paso de la Patria, della fortezza di Itapirú, e di Estero Bellaco. Assunse poi il comando della IV° Divisione del Corpo Iª brigata dell'esercito argentino che prese parte nella battaglia di Tuyutí per la quale fu decorato. In seguito combatté a Yatayty Cora, Boqueron e a Sauce.
Al comando della IV° Divisione combatté nell'assalto di Curupaytí. Per questa azione ha ricevuto lo scudo d'oro dal Congresso, e promosso a colonnello il 1º ottobre 1866.
Susini continuò a servire nell'esercito argentino fino all'anno seguente, quando diede le dimissioni e rientrò in Italia. Stabilitosi a Genova, divenne un collaboratore della legazione argentina presente in quella città. Negli anni successivi compirà alcuni viaggi tra l'Italia e l'Argentina, dove verrà insignito di diverse onorificenze per il suo servizio nell'esercito. Morì nel capoluogo ligure ad 81 anni il 21 novembre 1900. Il Re d'Italia gli ha conferito l'ordine di Cavaliere della Corona d'Italia.